# 오카 히데코
오카 히데코(일본어: 岡 秀子 おか ひでこ[*], 1953년 2월 14일~)는 일본의 펜싱 선수이다.